# Judit Subirachs Burgaya
Judit Subirachs Burgaya (Barcelona, 11 de marzo de 1959) es una historiadora del arte española. Es hija del escultor Josep Maria Subirachs y hermana del dibujante de cómics Roger Subirachs.

## Biografía
Estudió Historia del arte y se doctoró en la Universidad de Barcelona. Trabajó en el Instituto Amatller de Arte Hispánico entre 1980 y 1983 y fue coordinadora general del Centro de Historia Contemporánea de Cataluña entre 2001 y 2004, donde trabajó como funcionaria del Cuerpo Superior de la Generalidad de Cataluña (1985-2004). Desde 2004 es la conservadora de la obra de su padre, Josep Mª Subirachs. También es asesora del Museo de Montserrat.
Ha participado en diversas publicaciones científicas y centros de estudios. Fue miembro del consejo de redacción de la revista Afers. Fulls de Recerca i Pensament (Catarroja); del Centro de Estudios Historiográficos (CEH), sección del Centro de Estudios Históricos Internacionales (CEHI) de la Universidad de Barcelona, y fundó y participó en el consejo de redacción de El Contemporani. Revista d'Història (Barcelona). También colaboró con varias publicaciones periódicas, como Afers. Fulls de Recerca i Pensament, Avui, El Propileu, Revista de Catalunya, Acta numismàtica, Anuari Verdaguer, El Contemporani y Serra d'Or.
Como historiadora del arte, se especializó en escultura del siglo XIX y comienzos del xx y en la obra de Josep Mª Subirachs, temas sobre los que participó en diversos congresos, coloquios y conferencias en Barcelona, Las Escaldas-Engordany (Andorra), Esplugas de Llobregat, Igualada, Mataró, Molins de Rey, Olot, Rubí, Sabadell, Tarrasa, Tona, Vich y Villanueva y Geltrú. También fue comisaria de exposiciones en Barcelona, Las Escaldas-Engordany, Mataró, Montserrat, San Andrés de Llavaneras, San Baudilio de Llobregat, Zaragoza, Sitges, Tarrasa y Villafranca del Panadés.

## Publicaciones
- L'escultura del segle xix a Catalunya. Del Romanticisme al Realisme (1995)
- Escultura moderna i contemporània, con Joan-Ramon Triadó (1998)
- Subirachs a Catalunya. Obra en espais públics (2006)
- Subirachs a Barcelona (2012)